# مؤامرة أوستر
كانت مؤامرة أوستر التي وقعت عام 1938 خطة مقترحة لاغتيال الدكتاتور الألماني أدولف هتلر، زعيم ألمانيا النازية، إذا خاضت ألمانيا حربًا مع تشيكوسلوفاكيا عبر مقاطعة السوديت.

## الخلفية

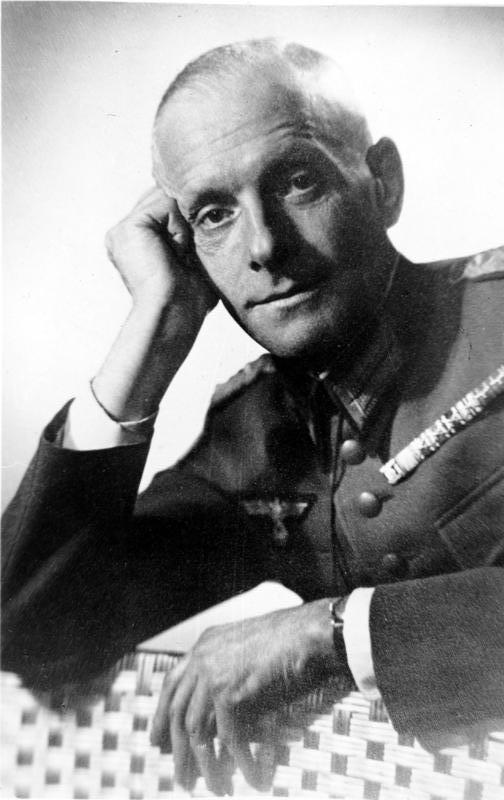
هانز أوستر في عام 1939

قام المقدم هانز أوستر من المخابرات الحربية الألمانية بتنظيم المؤامرة وإعدادها؛ وقد أشرك معه في هذه المؤامرة بعض الأشخاص مثل لودفيغ بيك (الرئيس السابق لهيئة الأركان العامة)، والعقيد الجنرال فالتر فون براوخيتش (القائد العام للجيش)، وفرانز هالدر (رئيس هيئة الأركان العامة)، والأدميرال فيلهلم كانراس (رئيس المخابرات الألمانية)، وإرفين فون فدسلين (رئيس فيرماخت ( القوات المسلحة الموحدة لألمانيا)). في بداية المؤامرة، سيقود الكونت هانز يورغن فون بلومنتال مجموعة هجوم إلى رايكنزلاي ثم يقتل هتلر. وسيكون من الضروري بعد ذلك تحييد أعضاء الحزب النازي لمنعهم من المضي قدمًا في العدوان ضد تشيكوسلوفاكيا.
ولتحقيق ذلك الغرض، كان المتآمرون على اتصال، بالإضافة إلى هذه الشخصيات العسكرية، بوزير الخارجية ارنست فون فايتسكر والدبلوماسيين تيودور وإيري كورت. لعب تيودور كورت دور جهة الاتصال الحيوية مع البريطانيين الذين توقف عليهم نجاح المؤامرة؛ حيث يحتاج المتآمرون إلى المعارضة البريطانية القوية للقبض على هتلر من مقاطعة السوديت.
ولكن نيفيل تشامبرلين، تخوف من احتمال نشوب حرب، فقبل التفاوض المستمر مع هتلر وتنازل له في نهاية المطاف. وقد قضى ذلك على أية فرصة لنجاح المؤامرة، حيث كان يُنظر إلى هتلر آنذاك في ألمانيا باعتباره «أعظم رجل دولة في جميع العصور في لحظة انتصاره العظيم».

## النتائج المترتبة
نجا المتآمرون ليصبحوا قادة المقاومة الألمانية ضد هتلر والنازية خلال الحرب العالمية الثانية. وقد نجا أوستر نفسه حتى أبريل عام 1945، عندما تم إعدامه بعد أن اُكتشف في مذكرات كانراس أنه كان يعارض هتلر منذ فترة ما قبل الحرب.